# Sgurr Alasdair

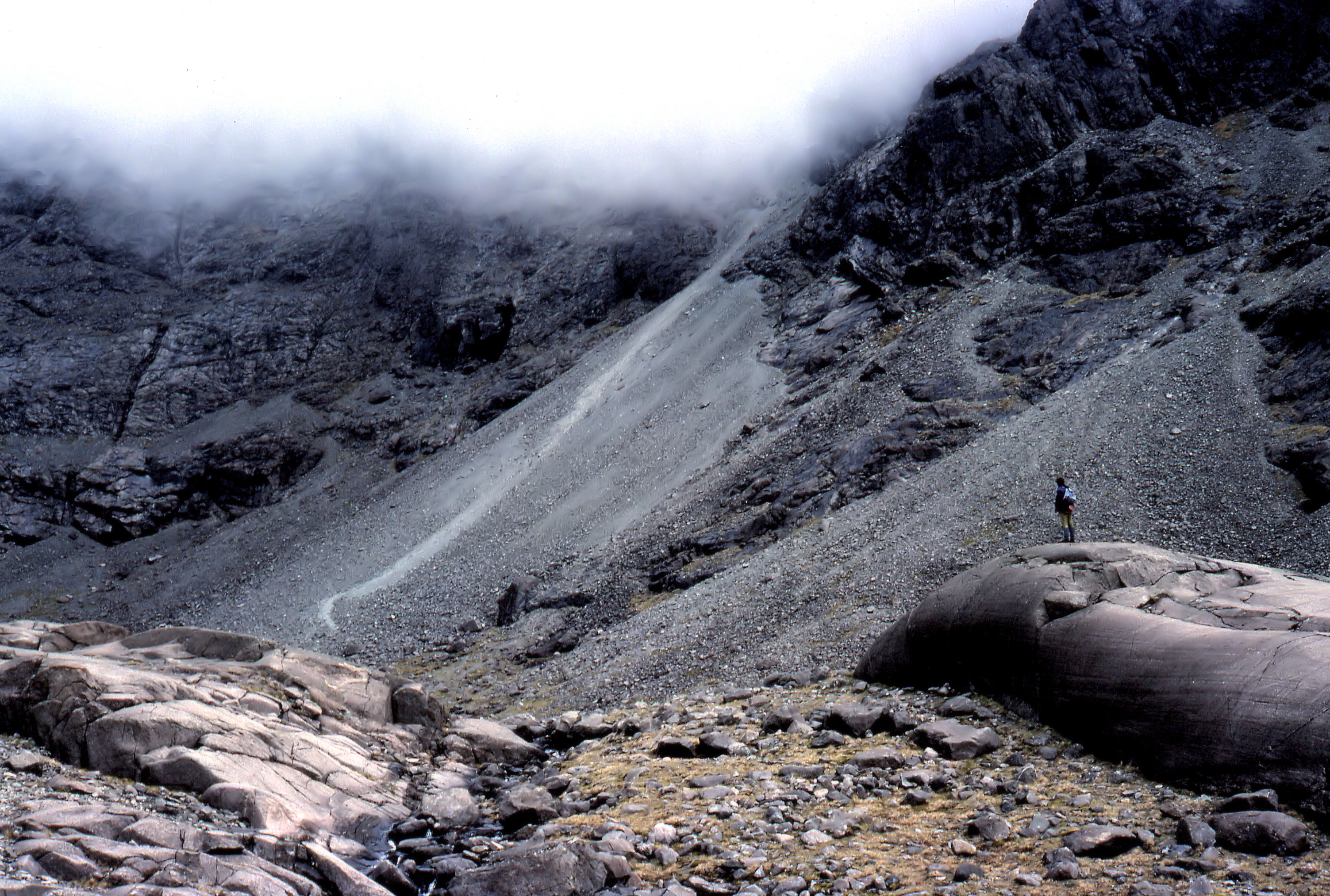
El Great Stone Shoot va al Sgurr Alisdair (que està a la boira).

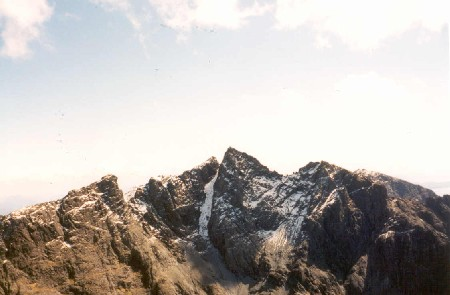
Vista del Sgurr Alasdair

Sgurr Alasdair és el cim més alt de les Cuillins negres, i el més alt (992 m) de l'illa de Skye a Escòcia. Com la resta de la cadena, està composta de gabre, una roca ígnia amb excel·lent adherència per a la pràctica del muntanyisme. És anomenada així per Alexander Nicolson, que va fer el primer ascens registrat l'any 1873. Abans d'això la muntanya havia estat conegut localment com a Sgurr Biorach.
Com amb altres turons de les Cuillin, per arribar al cim cal tenir cap per les alçades i habilitat per grimpar. La ruta menys tècnica segueix un camí conegut com a Great Stone Shoot", una pedrera que porta des del Corrie de Coire Lagan per unir-se a la carena principal sota del cim. Segueix llavors un curt tram de grimpada fins al cim més pronunciat de les Cuillin.
Altres rutes requereixen habilitat per a l'escalada en roca. La cima de Sgurr Alasdair pot aconseguir-se fent un curt desviament des de la principal cresta per part de muntanyencs que emprenguin la travessa integral de la serralada Cuillin, o pels que segueixin el circuit de Coire Lagan.